# Bourda Cricket Ground
Der Bourda Cricket Ground ist die zweitgrößte Sportstätte in Guyana und liegt in der Hauptstadt Georgetown im Stadtteil Bourda. Es liegt unterhalb des Meeresspiegels und ist deswegen von einem Graben umgeben.

## Cricket
„Bourda“ ist ein Cricket-Stadion. Die Cricket-Nationalmannschaft Guyanas und das West Indies Cricket Team tragen hier zuweilen Heimspiele aus. Es ist die Heimat des Georgetown Cricket Club (GCC). Die erste Begegnung trugen der Georgetown Cricket Club und die Mannschaft Trinidads aus.
„Bourda“ ist das einzige südamerikanische Test-Cricket-Stadion. Vom 21. bis 26. September 1930 trafen zum ersten Test-Match England und die West Indies aufeinander. Beim letzten der bislang 30 Test Match trafen vom 31. März bis 4. April 2005 die West Indies auf Südafrika.
Das erste der bislang zehn One-Day-International-Matches fand am 30. März 1988 statt. Die West Indies spielten gegen Pakistan. Zwischen den West Indies und Simbabwe wurde das bislang letzte ODI-Match am 7. Mai 2006 ausgetragen.
1979 kam es während eines World-Series-Match zu Plünderungen im Pavillon. Die Spieler suchten in ihren Kabinen Schutz.
Mit der Eröffnung des Providence-Stadions verlor das „Bourda“ seine Bedeutung. Die Regierung möchte jedoch, dass hier auch weiterhin First-Class Cricket stattfindet.

## Fußball
Bei der Fußball-Karibikmeisterschaft 2007 fanden die Spiele der 2. Qualifikationsrunde, Gruppe H im Bourda statt.

## Weitere Veranstaltungen
Zuweilen wird der Sportkomplex für kulturelle Veranstaltungen genutzt. So kommen beispielsweise DJs in den Bourda Cricket Ground.